# 阿普勒蒙 (安省)
阿普勒蒙（法語：Apremont，法語發音：[apʁəmɔ̃]）是法国东部安省的一个市镇，属于楠蒂阿区。

## 地理
阿普勒蒙（46°12'25"N, 5°39'24"E）面积14.57 平方千米，位于法国奥弗涅-罗讷-阿尔卑斯大区安省，该省份为法国东部省份，北起汝拉省，西北接索恩-卢瓦尔省，西接罗讷省和里昂大都会，南至伊泽尔省，东与萨瓦省、上萨瓦省和瑞士接壤。
与阿普勒蒙接壤的市镇（或旧市镇、城区）包括：贝利尼亚、沙里、格鲁瓦西亚、马尔蒂尼亚、蒙雷阿勒拉克吕斯、楠蒂阿、奥约纳。

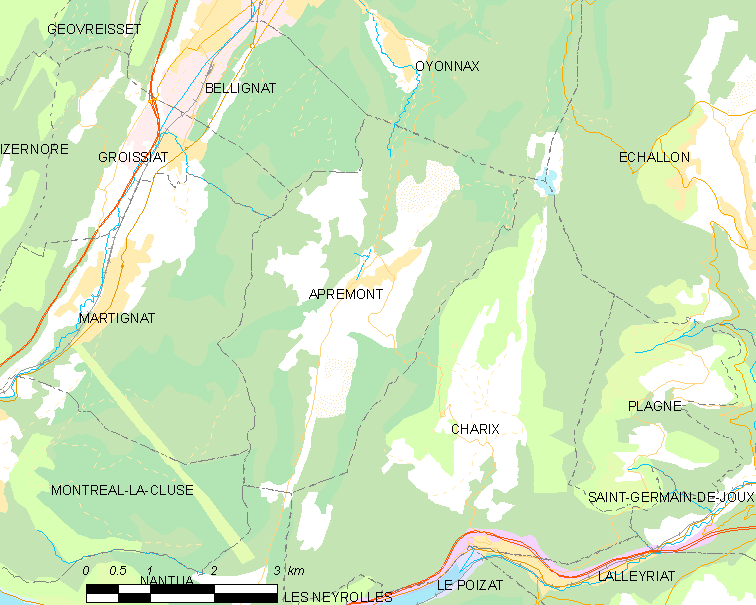
的OSM定位图

阿普勒蒙的时区为UTC+01:00、UTC+02:00（夏令时）。

## 行政
阿普勒蒙的邮政编码为01100，INSEE市镇编码为01011。

## 政治
阿普勒蒙所属的省级选区为楠蒂阿县。

## 人口

1962-2008年间人口变化图示

阿普勒蒙于2022年1月1日时的人口数量为399人。